# Benedetto Marcello
Benedetto Marcello (ur. 31 lipca lub 1 sierpnia 1686 w Wenecji, zm. 24 lipca 1739 w Brescii) – włoski kompozytor okresu baroku. Był weneckim szlachcicem, studiował prawo.
Marcello nie był zawodowym muzykiem, choć jako członek rodziny arystokratycznej odebrał solidną edukację muzyczną. Komponował w czasie wolnym od obowiązków publicznych. Jest twórcą m.in. oratoriów, oper, serenad scenicznych i ponad 400 kantat. Jego ostatnim dziełem jest Estro poetico-armonico, seria kompozycji wokalnych do tekstu pierwszych pięćdziesięciu psalmów, Marcello wykorzystał w nim motywy zaczerpnięte z muzyki liturgicznej weneckich Żydów. 
Komponował przede wszystkim muzykę kościelną. Dlatego nazywany jest czasem Michałem Aniołem muzyki. Jego starszy brat Alessandro Marcello również komponował, lecz raczej muzykę świecką.
Jest autorem satyry Il teatro alla moda (ok. 1720), w której krytykował muzykę współczesnych mu oper barokowych, tworzoną zgodnie z wymogami aktualnej mody.
Imię Benedetta Marcella nosi konserwatorium w Wenecji.